# Ordens menores
Ordens menores são os níveis hierárquicos do ministério eclesiástico mais baixos que as chamadas ordens maiores.
Na Igreja Católica, a Igreja Latina tradicionalmente fazia distinção entre as grandes ordens sagradas do sacerdote (inclusive o bispo e o presbítero), diácono e subdiácono, e as quatro menores, acólito, exorcista, leitor e porteiro (em ordem decrescente).
Após o Concílio Vaticano II, o papa Paulo VI pela Carta apostólica Ministeria Quædam, de 15 de agosto de 1972, o Papa Paulo VI manteve o leitorato e o acolitato como ministérios da Igreja Latina, podendo ser concedidos a leigos e sendo obrigatórios aos candidatos ao diaconato e ao presbiterado.
Na Igreja Ortodoxa, as três ordens menores ainda em uso são as de subdiácono, cantor e leitor.

## Igreja Católica Romana
Já do início do século III existem evidências no cristianismo ocidental da existência do que ficou conhecido como "ordens menores" (acólitos, exorcistas, leitores e porteiros), além dos cantores e "fossores" ("coveiros"), sendo as dos leitores as mais antigas. Ao contrário do oriente, onde a imposição das mãos ainda era utilizada, o rito de ordenação no ocidente se dava pela entrega de objetos vistos como instrumentos do cargo.
O Concílio de Sardica (343) menciona o leitorado apenas como obrigatório antes da ordem ao diaconato. A obrigação de receber todas as quatro ordens menores parece datar de uma época quando elas já não tinham mais função real e mesmo nos primeiros anos do século XX, não se requeria mais uma idade mínima além da chamada "idade da razão" para receber uma delas. Porém, o Código de Direito Canônico de 1917 confirmou que ninguém deveria receber a tonsura clerical, que era conferida antes das ordens menores, sem já ter iniciado os estudos em teologia. Antes da entrada em vigor deste código, era costume quase universal conferir todas as quatro ordens menores de uma vez, uma vez que o bispo estava autorizado a dispensar a regra que obrigava que cada uma fosse exercida por algum tempo antes da recepção da próxima (de nível mais alto). Atualmente, como indicado pelo Código de Direito Canônico de 1983, quem desejar ser ordenado ao diaconato deve já ter recebido os ministérios de leitor e acólito e os exercido por um período adequado, com um intervalo de pelo menos seis meses entre tornar-se acólito e ser ordenado diácono.
O Código de Direito Canônico de 1917 também restringiu a conferência da tonsura e de qualquer ordem inferior ao presbiterato exclusivamente aos que pretendem tornar-se padres e que foram julgados candidatos de valor para a função. Antes disso, havia até cardeais leigos (que não eram sacerdotes nem diáconos) e outros, incluindo o caso famoso de Franz Liszt, que recebeu apenas as ordens menores. Estes agraciados podiam até mesmo contrair o matrimônio sem deixarem de ser clérigos, pois, na época, o estatuto de "clérigo" era conferido pela tonsura e a única restrição era que o agraciado fosse casado apenas uma vez e com uma virgem; mas, a partir do século XX, passou-se a considerar que um clérigo, ao se casar, abria mão de seu status clerical. Atualmente, um homem que receba o que antes se chamava de "ordem menor" não é ainda um clérigo, um status que se adquire atualmente somente por meio da ordenação ao diaconato mesmo em institutos autorizados a realizar a cerimônia de tonsura como a Fraternidade Sacerdotal de São Pedro.
No início do século XX, Auguste Boudinhon afirmou que, tomando como base a tese de que as ordens menores não se originaram com Jesus ou os apóstolos, a visão de que as ordens menores e o subdiaconato seria sacramentais, um ponto de vista defendido por muitos teólogos medievais, não era mais defendida. Pouco antes disso, G. van Noort afirmou que a tese da sacramentalidade destas ordens, defendida pela maioria dos teólogos escolásticos, incluindo Tomás de Aquino, era, na época, defendida por poucos, incluindo Louis Billot (1846-1931) e Adolphe Tanquerey (1854-1932). Na década de 1950, Antonio Piolanti reconheceu como "ordens" apenas o episcopado, o sacerdócio (presbiterado) e o diaconato, as três ordens cujo poder de transmissão está reservado aos bispos. Em termos de estrutura hierárquica da Igreja, o Concílio Vaticano II mencionou apenas estas três, deixando de fora as ordens menores e o subdiaconato.
Pelo motu proprio de Paulo VI "Ministeria quaedam", de 15 de agosto de 1972, o termo "ordem menor" foi substituído por "ministério". Duas das ordens até então chamadas "menores", a do leitor e do acólito, foram mantidas e as conferências episcopais estão livres para utilizar o termo "subdiácono" no lugar de "acólito". O motu proprio especificou ainda a função destes dois ministérios e um intervalo prescito pela Santa Sé e pela conferência de bispos deve ser observada na concessão. Candidatos ao diaconato e o sacerdócio devem receber antes os ministérios e exercitá-lo por algum tempo antes de receber as ordens sagradas.
A concessão dos ministérios é feita por um ordinário (na definição do Código de Direito Canônico, can. 134), isso é ou um bispo diocesano ou equivalentes ou ainda, no caso de instituições religiosas clericais ou sociedades de vida apostólica, um superior geral.

## Igreja Ortodoxa
A Ortodoxia tradicionalmente considera o subdiácono como uma ordem menor, ao contrário do ocidente. A outra ordem menor mais comum é a do leitor. O porteiro é mencionado historicamente em alguns livros, mas não existe mais. Além disso, considera-se que todos os direitos e responsabilidades das ordens menores estão incluídas no subdiaconato.
As 22 Igrejas católicas orientais sui iuris que estão em comunhão plena com Roma tem suas ordens menores tradicionais, governadas por suas leis particulares. Em todas elas, subdiáconos são clérigos menores, uma vez que a admissão às ordens maiores se dá pela ordenação a diácono. 
As igrejas ortodoxas com frequência conferem as ordens menores de leitor e subdiácono e, em algumas jurisdições, ordenam cantores. A cerimônia de conferência das ordens menores é presidida por um bispo e pode ser realizada durante qualquer serviço público, mas sempre fora do contexto da Divina Liturgia